# 13a Divisió de Muntanya Waffen SS Handschar
La 13a Divisió de Muntanya Waffen SS Handschar va ser una Divisió de les Waffen-SS formada l'any 1943 per voluntaris musulmans de Croàcia, Bòsnia i Hercegovina i Kosovo que va combatre durant la Segona Guerra Mundial al costat de l'Alemanya nazi, participant especialment en les lluites contra els escamots iugoslaus de Josip Broz Tito a l'Estat independent de Croàcia.

## Història
La 13et Waffen-Gebirgs-Division der SS Handschar (1a Croata i Bòsnia) va quedar constituïda el 10 de febrer de 1943, formada per voluntaris de confessió musulmana procedents de Croàcia, Bòsnia i Hercegovina i Kosovo. L'àlies de la unitat, "Handschar" (Handzar en croata), deriva de la cimitarra, la típica espasa d'origen turc, i que apareix com símbol de la Divisió.
Des de la tardor de 1942 Heinrich Himmler i Gottlieb Berger ja havien estudiat la possibilitat d'enrolar a les SS voluntaris musulmans procedents dels Balcans. Després de l'aprovació per part de Hitler, el SS-Obergruppenführer Artur Phleps i Amin al-Husayni, dirigent àrab palestí i líder religiós musulmà, van donar inici a les operacions de reclutament per a la formació de la unitat. D'aquesta manera, a principis de 1943 ja havien estat reclutats 21.065 homes, majoritàriament de confessió musulmana, i a més, com cas estrany en les unitats de les SS, la Divisió havia igualment reclutat un Imam per cada batalló i un Mullah per cadascun dels seus regiments; una altra de les peculiaritats de la Divisió, referida al seu uniforme, era el seu característic fes de color verd.
Després d'un període d'entrenament, a partir de febrer de 1944, la Divisió, juntament amb altres dues divisions SS, la 23a Divisió de Muntanya SS Kama i la 21a Divisió de Muntanya Waffen SS Skanderbeg, fou destinada a la lluita contrainsurgent, concretament a diverses operacions contra els partisans comunistes iugoslaus de Josip Broz, alies Tito. Durant tot aquest període els homes de la Divisió seran protagonistes de nombrosíssims episodis de crueltat sobre la població civil; per aquest motiu amb l'avanç de l'Exèrcit Roig sobre els Balcans, s'inicià un constant reguer de desercions per part de membres de la Divisió, amb l'objectiu de protegir la seva família i propietats de possibles vendettas pels partisans de Tito. Així, el novembre de 1944 la Divisió estava pràcticament en desbandada, encara que un petit nombre de membres de la unitat van seguir combatent com a unitat articulada fins al 8 de maig de 1945, moment que es rendiren a Àustria a les tropes britàniques, al final de la Segona Guerra Mundial.

## Teatres d'operacions
- França (formació i entrenament), d'agost a desembre de 1943.
- Estat independent de Croàcia (operacions contra els partisans), de gener a desembre de 1944.
- Front Oriental, de gener a maig de 1945.

## Condecorats amb la Creu de Cavaller
En total, quatre components de la unitat van rebre la Creu de Cavaller de la Creu de Ferro.

## Comandants
- SS-Oberführer Herbert von Obwurzer (1 d'abril de 1943 a 9 d'agost de 1943)
- SS-Gruppenführer Karl-Gustav Sauberzweig (9 d'agost de 1943 a juny de 1944)
- SS-Brigadeführer Desiderius Hampel (juny de 1944 a 8 de maig de 1945)